# O Isis und Osiris

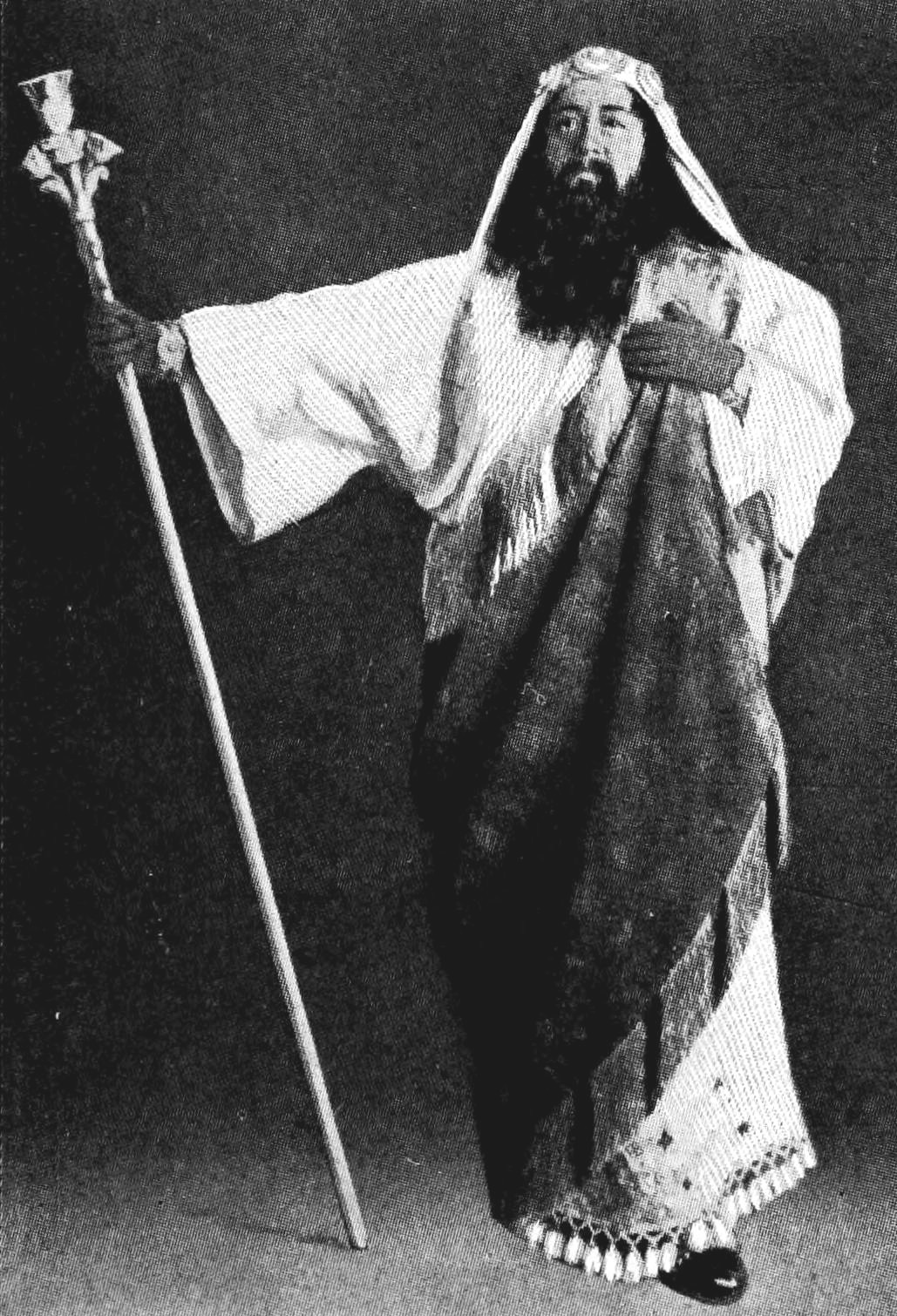
Il basso Marcel Journet nel ruolo di Sarastro in una rappresentazione del Zauberflöte al Metropolitan Opera nel 1917

O Isis und Osiris (O Iside e Osiride) è un'aria del Flauto magico di Mozart, un adagio in Fa maggiore in 3/4, cantata da un basso profondo, il personaggio Sarastro, e da diciotto corifei.

## L'aria
Si tratta di uno dei brani più alti e solenni dell'opera, inserito in una scena che per Mozart rivestiva un'importanza fondamentale, la cui sacralità rammenta un rituale massonico.
È infatti la preghiera recitata da un supremo iniziato, votato al culto del Sole, che viene rivolta alle massime divinità dell'antico Egitto, Iside e Osiride, affinché assistano due aspiranti discepoli a superare delle difficili prove che li rendano degni di entrare nel Tempio Solare da lui governato.
L'aria, la n. 10 dell'opera, situata quasi all'inizio del secondo atto, è suddivisa in due strofe, una in Do maggiore, la seconda in Fa maggiore: entrambe si concludono con la stessa melodia del coro, formato da diciotto sacerdoti del Tempio, che ripetono l'ultima frase pronunciata dal loro maestro Sarastro.
Mozart la compose adattandola alle capacità vocali di Franz Xaver Gerl, interprete del ruolo di Sarastro nella prima del Flauto magico. Alla sua voce da basso, e all'andamento calmo dell'aria, fa da contraltare la cantata della Regina della Notte, nemica di Sarastro, Der Hölle Rache kocht in meinem Herzen scritta in Re minore, come a sottolineare la contrapposizione tra i due mondi rappresentati dai due personaggi, tra luce e tenebre, o tra Sole e Luna.

## Musica
I due corni di bassetto, due fagotti, tre tromboni, viole e violoncelli, oltre in particolare alle repliche finali del coro, contribuiscono a dare all'inno un'aura di mistero e di religiosità ieratica che ricorda lo stile di Palestrina.
Colpiscono inoltre i cavernosi Fa gravi di Sarastro; queste discese musicali verso il basso, che conferiscono al personaggio una veste di autorità paterna, si ritroveranno anche in una successiva aria di Sarastro, In diesen heiligen Hallen, seppure mitigata dalla tonalità in Mi maggiore.
La musica del brano nel suo complesso si propone di dare espressione agli ideali di umanità e fratellanza che Mozart attribuiva alla massoneria del suo tempo.

## Testo
I versi sono stati scritti in lingua tedesca da Emanuel Schikaneder, l'amico di Mozart che interpretò il personaggio di Papageno nella prima rappresentazione assoluta del 30 settembre 1791. 
| In tedesco | Traduzione in italiano |
| --- | --- |
| SARASTRO O Isis und Osiris, schenket der Weisheit Geist dem neuen Paar! Die ihr der Wandrer Schritte lenket, stärkt mit Geduld sie in Gefahr. CHOR Stärkt mit Geduld sie in Gefahr! SARASTRO Laßt sie der Prüfung Früchte sehen; doch sollten sie zu Grabe gehen, so lohnt der Tugend kühnen Lauf, nehmt sie in euren Wohnsitz auf! CHOR Nehmt sie in euren Wohnsitz auf! | SARASTRO Oh Iside e Osiride, procurate lo spirito di saggezza alla nuova coppia! Voi che guidate il passo al viandante, rinvigoriteli indulgenti nel pericolo. CORO Rinvigoriteli indulgenti nel pericolo! SARASTRO Fate che vedano i frutti della prova; ma se dovessero andare alla tomba, allora premiate l’audace percorso di virtù, accoglieteli nella vostra dimora! CORO Accoglieteli nella vostra dimora! |

Il testo sembra ripreso quasi alla lettera dal Sethos di Jean Terrasson, un romanzo francese del 1731 ambientato nell'antico Egitto, fra cerimonie di iniziazione e rituali sacri, in cui è presente un'analoga invocazione a Iside.
L'espressione «andare alla tomba» è da intendere in senso figurato, come fallimento delle prove, secondo quanto suggerisce lo stesso autore del Sethos. Solo nel rischio di morire o di cadere, d'altronde, è insita la possibilità stessa di risorgere con le proprie forze, diventando artefici della propria rinascita.